# موسی قلعه
ولسوالی موسی قلعه در شمال ولایت هلمند افغانستان قرار دارد. مرکز ولسوالی موسی قلعه شهر موسی قلعه می‌باشد. این ولسوالی درموقیعت ۳۲°۲۶′۳۶″شمالی ۶۴°۴۴′۴۰″شرقی / ۳۲٫۴۴۳۳°شمالی ۶۴٫۷۴۴۴°شرقی کره زمین قرار دارد. ارتفاع آن از سطح بحر ۱۰۴۳ متر می‌باشد. این ولسوالی دارای ۲۰۰۰۰ نفوس بوده که از جمله ۹۷ فیصد این نفوس را پشتون‌ها تشکیل می‌دهد. 
ولسوالی کوهبند موسی قلعه دارای ۱۹ قریه بزرگ و ۲۰۰ قریه کوچک می‌باشد. از مرکز این ولسوالی دریای موسی قلعه عبور می‌کند. موسی قلعه یکی از مهمترین ولسوالی در تولید تریاک می‌باشد چنانچه تولیدات تریاک این ولسوالی به ۴۲۸۰ متریک تن رسیده‌است. بدین لحاظ یکی از ناامن‌ترین ولسوالی در سطع افغانستان می‌باشد. باوجودیکه پس از سال ۲۰۰۶ قطعات افغانی و آیساف عملیات نظامی موفقانه را در این ولسوالی انجام دادند ولی ولسوالی و اطراف آن از طرف شب مورد حملات طالبان قرار می‌گیرد.